# 1623

## Събития
- 6 август – Кардинал Мафео Барберини е избран за папа и приема името Урбан VIII.
- Вилхелм Шикард изобретява първата механична сметачна машина.

## Родени
- 27 април – Йохан Райнкен, германски композитор († 1722 г.)
- 26 май – Уилям Пети, английски учен, икономист и философ († 1687 г.)
- 19 юни – Блез Паскал, френски математик, физик и философ († 1662 г.)
- 4 август – Фридрих Казимир фон Ханау, граф на Графство Ханау-Лихтенберг и на Графство Ханау-Мюнценберг († 1685 г.)
- 9 октомври – Фердинанд Вербийст, фламандски мисионер и астроном († 1681 г.)
- 28 октомври – Йохан Грубер, австрийски мисионер, йезуит и пътешественик-изследовател († 1680 г.)
- 1 декември – Кристиан Лудвиг I, херцог на Мекленбург († 1692 г.)
- 8 декември – Ернст I фон Хесен-Рейнфелс-Ротенбург, ландграф († 1693 г.)

## Починали
- 28 юни – Федерико Убалдо дела Ровере, херцог на Урбино (р. 1605 г.)
- 8 юли – Григорий XV, римски папа (р. 1554 г.)
- 9 август – Георг фон Насау-Диленбург, граф на Насау-Байлщайн и Насау-Диленбург (р. 1562 г.)
- 12 август – Антонио Приули, венециански дож (р. 1548 г.)
- 27 септември – Йохан VII фон Насау-Зиген, граф на Насау-Зиген (р. 1561 г.)
- 28 септември – Йохан Георг I фон Хоенцолерн-Хехинген, първият княз на Хоенцолерн-Хехинген (р. 1577 г.)
- 13 ноември – Ердмуте фон Бранденбург, херцогиня на Померания (р. 1561 г.)